# Nangis
Nangis là một xã trong vùng hành chính Île-de-France, thuộc tỉnh Seine-et-Marne, quận Provins, tổng Nangis. Tọa độ địa lý của xã là 48° 33' vĩ độ bắc, 03° 00' kinh độ đông.

## Địa điểm tham quan
- Nhà thờ Saint-Martin

## Dân số
Người dân ở đây được gọi là Nangissiens.
Điều tra dân số năm 1999, xã này có dân số là 7.479.